# Aschgraue Kegelschnecke
Die Aschgraue Kegelschnecke (Conus cinereus, im Wörterbuch der deutschen Sprache von Daniel Sanders das „Aschenbrödel“ oder der „Aschenpuster“) ist eine Schnecke aus der Familie der Kegelschnecken (Gattung Conus), die im Indopazifik verbreitet ist und sich von Fischen ernährt.

## Merkmale
Conus cinereus trägt ein kleines bis mittelgroßes, mäßig leichtes bis mäßig festes Schneckenhaus, das bei ausgewachsenen Schnecken 3 bis 6 cm Länge erreicht. Der Körperumgang ist schmal kegelartig zylindrisch, kegelartig zylindrisch oder bauchig kegelförmig, der Umriss nahe dem Apex konvex, mehr zur Basis hin eher gerade. Die Gehäusemündung ist an der Basis breiter als neben der Schulter. Die Schulter ist fast gewinkelt oder gerundet. Das Gewinde ist niedrig bis mittelhoch, sein Umriss tief konkav bis gerade oder leicht s-förmig. Der Protoconch hat etwa 2 ¼ Umgänge und misst maximal 0,8 mm. Die Nahtrampen des Teleoconchs sind flach bis konvex mit 1 auf 3 bis 5 zunehmenden spiraligen Rillen, die an den späteren Umgängen meist schwächer sind und manchmal nur an den ersten Umgängen sichtbar sind. Eine kräftige Rille unterhalb der Naht dominiert die spiralige Skulpturierung. Der Körperumgang ist im Drittel bis der Hälfte an der Basis mit in weiten Abständen spiralig verlaufenden, axial gestreiften Rillen überzogen, wobei die Rillen an der Basis breiter und oft mit einem spiraligen Faden versehen sind.
Die Grundfarbe des Gehäuses ist hellviolett bis grünlich-grau oder schattiert von beige nach orange oder schwärzlich-braun und manchmal mit dunkelgelben oder olivfarbenen spiraligen Banden überzogen. Der Körperumgang hat spiralige Reihen orangefarbener bis dunkelbrauner und blass in der Grundfarbe gefärbter Punkte und Striche, wobei die Reihen in ihrer Anzahl stark variieren und manchmal fehlen, sowie wechselnd dunkle und helle Markierungen oder durchweg helle oder dunkle Markierungen. Dunkle Gehäuse haben entweder keine Flecken oder zusätzliche spiralig angeordnete weiße oder graue Flecken, während helle Gehäuse zusätzliche spiralig angeordnete orangefarbene bis dunkelbraune Markierungen haben. Die Umgänge des Protoconchs sind blass bis dunkelbraun. Die Nahtrampen der ersten Umgänge des Teleoconchs haben keine Flecken und oft eine ähnliche Farbe wie der Protoconch. Die späteren Nahtrampen sind entweder ohne Flecken oder haben dunkle axiale Markierungen oder bei sehr dunklen Gehäusen vereinzelte weiße Flecken, wobei die äußeren Ränder manchmal regelmäßig angeordnete, orangefarbene bis braune Punkte haben. Das Innere der Gehäusemündung ist weiß, bläulich-weiß oder violett hinter einem durchscheinenden äußeren Rand und einer angrenzenden schmalen orangefarbenen bis braunen Zone.
Das Periostracum ist dünn, durchscheinend und glatt.
Die Oberseite des Fußes ist im Mittelabschnitt beige gefärbt mit schwarzen Flecken und weißen Punkten, vorn mit zahlreichen Flecken und Punkten sowie seitlich vorn mit 2 großen dunkelgelben Flecken. Die seitlichen Bereiche vor dem Rand sind weiß gefärbt und hinten wechselnd mit schwarzen Flecken. Die Ränder sind beige und gehen im hinteren Drittel ins Dunkelgelbe über. Die Fußsohle ist weiß bis dunkelgelb, das Rostrum dunkelbraun. Die Fühler sind beige. Der Sipho ist weiß mit braunen Flecken in verschiedenen Schattierungen, an der ventralen Seite nur spärlich gefleckt und an der Spitze ohne Flecken.

## Verbreitung und Lebensraum
Conus cinereus ist in den Meeren der Indomalayis und im westlichen Pazifischen Ozean verbreitet, unter anderem vor Indonesien, Papua-Neuguinea, den Philippinen, Japan, den Salomonen, Neukaledonien und Vanuatu. Er lebt in Wassertiefen dicht unter der Gezeitenzone.

## Entwicklungszyklus
Wie alle Kegelschnecken ist Conus cinereus getrenntgeschlechtlich, und das Männchen begattet das Weibchen mit seinem Penis. Das Weibchen legt Eikapseln ab, in denen sich vergleichsweise wenige Eier mit einem Durchmesser von etwa 521 µm befinden. Hieraus wird geschlossen, dass das Veliger-Stadium vermutlich ganz in der Kapsel durchlaufen wird und fertig entwickelte kriechende Schnecken aus den Eikapseln schlüpfen. Eine solche direkte Entwicklung gibt es nur bei wenigen anderen Kegelschneckenarten des Indopazifik wie etwa dem Zauberkegel, ist aber auch von ostatlantischen Arten wie dem Mittelmeerkegel und dem Händlerkegel bekannt.

## Ernährung
Conus cinereus frisst Fische, die er mit einem Radulazahn harpuniert und durch das hoch wirksame Giftgemisch aus der Giftdrüse paralysiert.